# Aufzugswerke Schmitt + Sohn
Die Aufzugswerke Schmitt + Sohn GmbH & Co. KG mit Hauptsitz in Nürnberg (Mittelfranken) ist ein Familienunternehmen in der sechsten Generation und spezialisiert auf den Bau und Unterhalt von Aufzügen. Mit einem Jahresumsatz von ca. 180 Millionen Euro und einem Marktanteil von fünf Prozent ist es das fünftgrößte Aufzugsunternehmen in Deutschland und eines der führenden Aufzugsunternehmen in Europa. Tätig ist es in vier europäischen Ländern, vorrangig in Deutschland.

## Unternehmensstruktur
Das Unternehmen beschäftigt ca. 1900 Mitarbeiter, darunter fast 120 Auszubildende, die sich auf insgesamt 33 Niederlassungen verteilen. Der Stammsitz und Gründungsort von Schmitt + Sohn Aufzüge ist Nürnberg. Darüber hinaus verfügt der Familienbetrieb über 19 weitere Niederlassungen in Deutschland, sowie vier in Österreich, drei in Tschechien und sechs in Portugal.
Jährlich werden ca. 2100 Anlagen produziert und 50.000 Anlagen betreut. Die Anzahl der bis heute gefertigten Anlagen beläuft sich mittlerweile auf mehr als 100.000 Stück in ganz Europa.

## Unternehmensgeschichte

Historisches Logo

Die Lizenzerteilung erfolgte am 13. September 1861 durch den Magistrat der Stadt Nürnberg an den Unternehmensgründer Herrn Martin Schmitt. Unternehmenszweck war der Betrieb einer Kunst- und Bauschlosserei. Nachdem 1885 die erste Aufzugsanlage gebaut wurde, folgten 1900 die ersten Eigenkonstruktionen im Aufzugsbau wie Antriebe, Steuerungen, Kabinen und Türen. Das Unternehmen, das zu diesem Zeitpunkt bereits rund 130 Mitarbeiter beschäftigte, wurde 1906 mit dem Titel „Königlich Bayerischer Hoflieferant“ ausgezeichnet.
Im Jahr 1918 wurde das Unternehmen umfirmiert in „M. Schmitt & Sohn“ und spezialisierte sich auf Aufzugsanlagen. Im Jahr 1920 wurden bereits 300 neue Anlagen pro Jahr produziert und nach Finnland, Spanien, in die Türkei, nach Norwegen oder Brasilien exportiert. Hiermit erreichte das Unternehmen 1928 bereits einen Marktanteil von 10 % in Deutschland.
Mit dem Ende des Zweiten Weltkrieges begannen Gerhart und Karl Schmitt mit dem Wiederaufbau des zerstörten Unternehmens. Sieben Jahre später wurde die Produktion von Fahrtreppen aufgenommen und schließlich 1963 die Firma „Schmitt + Sohn Elevadores“ in Portugal gegründet. Die international agierende Firma erwarb 1984 das Firmengelände in Kornburg und verlagerte nach Erweiterungsarbeiten 1986 einen Teil der Fertigung dorthin.

## Produkte

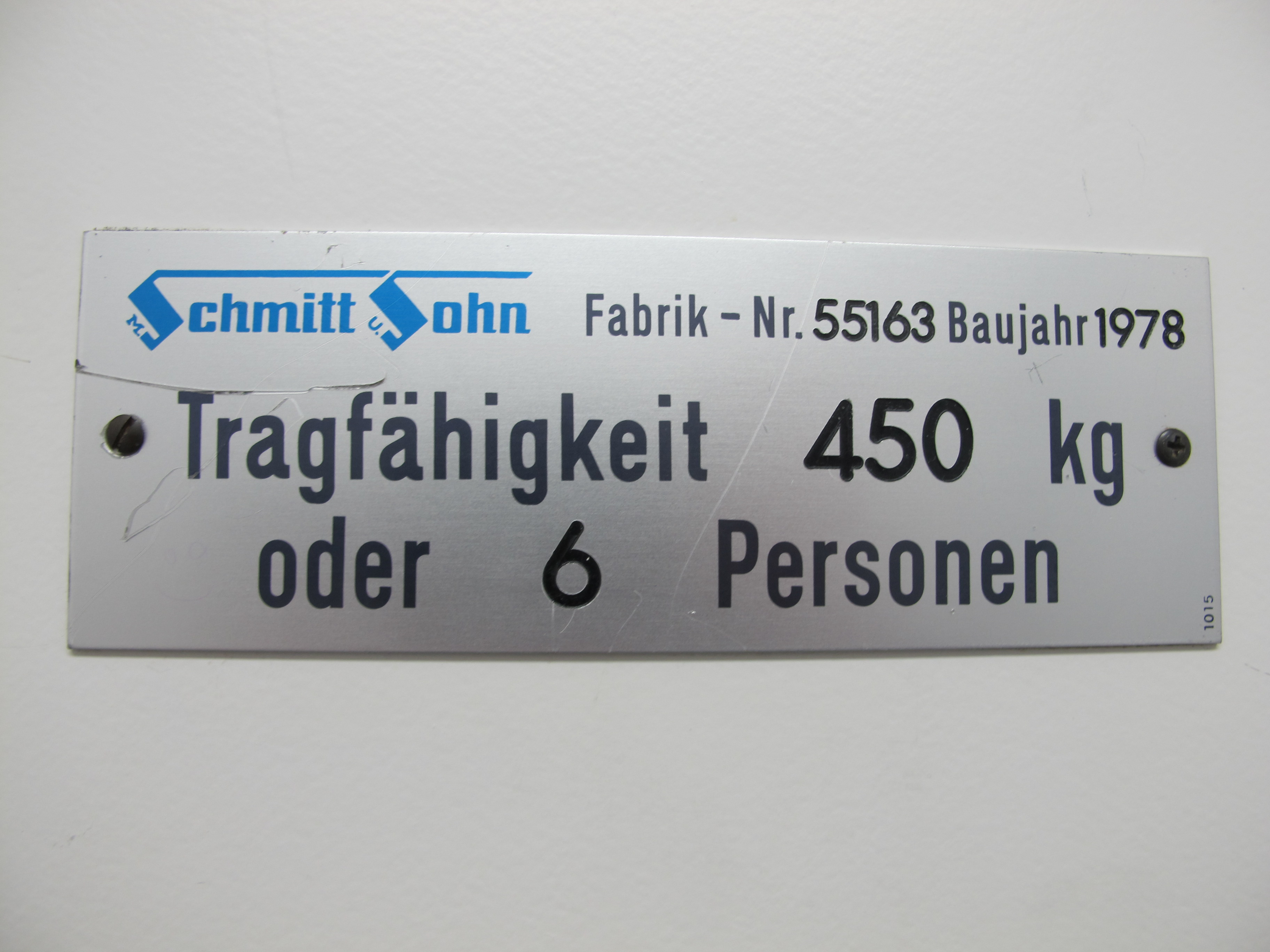
Firmenschild in einem Aufzug von Schmitt + Sohn von 1978

Das Unternehmen fertigt Seilaufzüge mit und ohne Maschinenraum sowie direkt und indirekt hydraulische Aufzüge.
Die Produktion umfasst Personenaufzüge, Bettenaufzüge, Glas- und Panoramaaufzüge, Lastenaufzüge (u. a. auch Autoaufzüge, Kleingüteraufzüge), Schachtgerüste und Color-Glas-Aufzüge. Die Produktion von Fahrtreppen wurde Ende der 1960er-Jahre eingestellt.